# Jičíněveská pahorkatina
Jičíněveská pahorkatina, ve starším členění nazývaná Markvartická pahorkatina či plošina, je geomorfologický okrsek v jihovýchodní a jižní části Turnovské pahorkatiny, ležící v okrese Jičín Královéhradeckého kraje a okrese Mladá Boleslav Středočeského kraje.
Území okrsku zvenčí vymezují sídla Libošovice na severu, Sobotka a Dolní Bousov na severozápadě, Domousnice na západě, Kopidlno na jihu a Nemyčeves na východě. Centry okrsku jsou obce Jičíněves a Markvartice.

## Charakter území

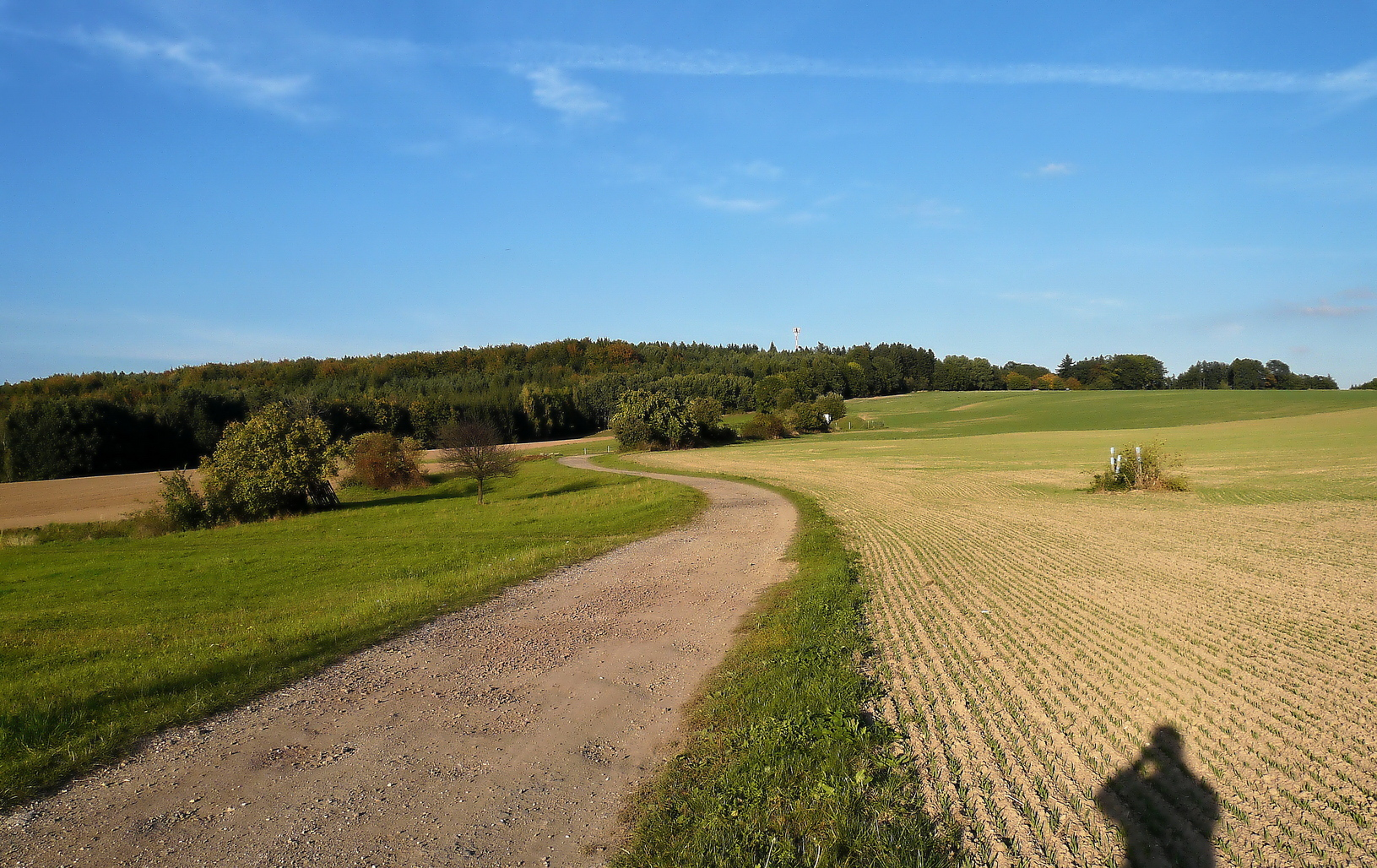
Cesta na Hůru od Nepřívěci

Na západě je pahorkatina středně až málo zalesněná dubem, borovicí a smrkem. Okrsek zahrnuje chráněná území CHKO Český ráj (část), PP Rybník Jíkavec (část), PP Chyjická stráň, PP Rybník Mordýř, PP Křižánky.

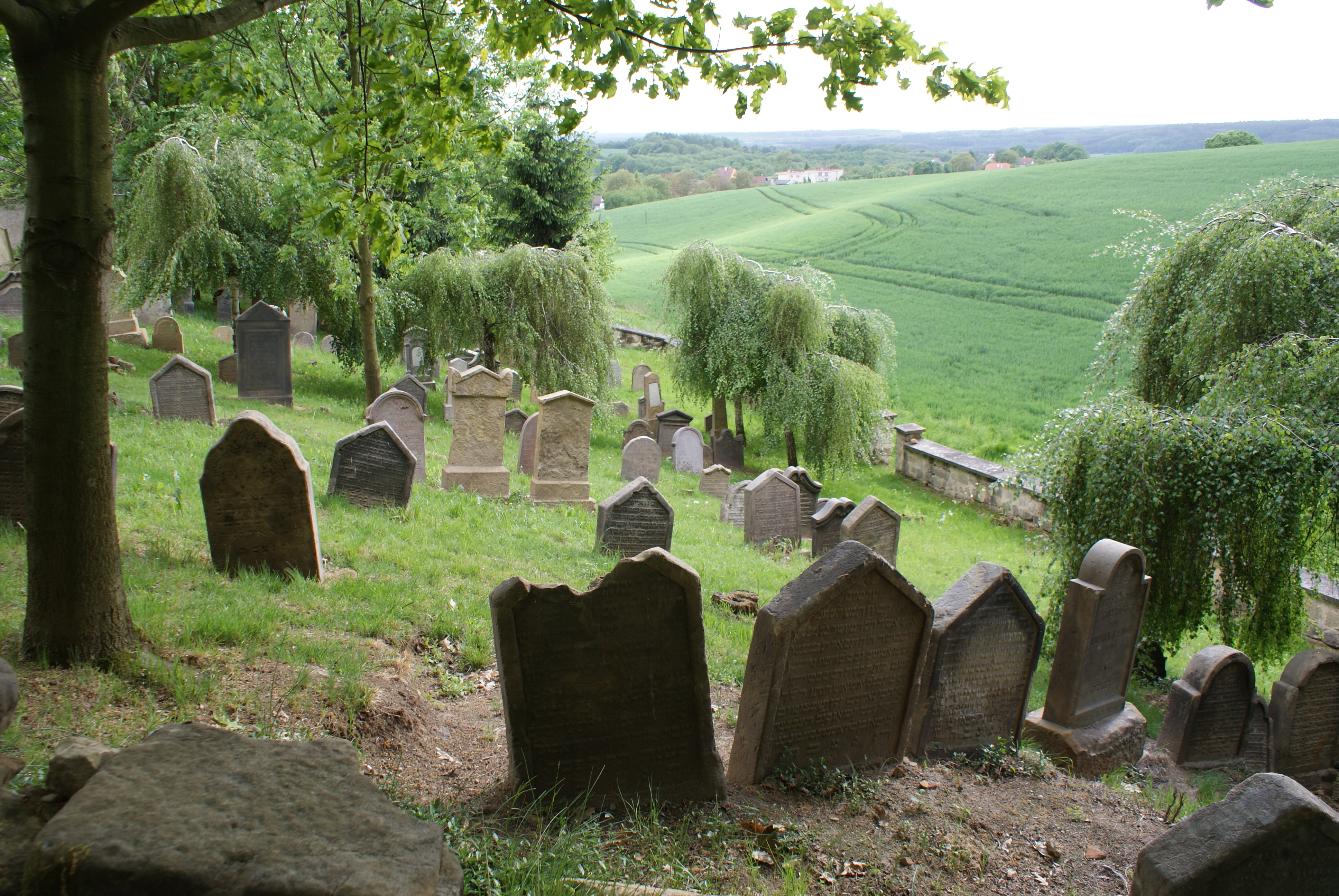
Židovský hřbitov u Veselice a Střevačská pahorkatina

## Geomorfologické členění
Okrsek Jičíněveská pahorkatina náleží do celku Jičínská pahorkatina a podcelku Turnovská pahorkatina. Dále se člení na podokrsky Velišský hřbet na severu a Střevačská pahorkatina v centru a na jihu. Pahorkatina sousedí s dalšími okrsky Turnovské pahorkatiny (Jičínská kotlina na severovýchodě, Vyskeřská vrchovina na severu, Mladoboleslavská kotlina na severozápadě, Chloumecký hřbet na západě), s Jizerskou tabulí na západě, Středolabskou a Východolabskou tabulí na jihu.

## Nejvyšší vrcholy
Nejvyšším vrcholem Jičíněveské pahorkatiny je Veliš (429 m n. m.).
- Veliš (429 m), Velišský hřbet
- Loreta (425 m), Velišský hřbet
- Čakan (398 m), Velišský hřbet
- Hůra (388 m), Velišský hřbet
- Hladoměř (377 m), Střevačská pahorkatina
- Holý vrch (372 m), Střevačská pahorkatina